# Cornuprocerus walshiae
Cornuprocerus walshiae là một loài tò vò trong họ Ichneumonidae.